# Љубетино
Љубетино (грч. Πεδινό, Педино) је насеље у Грчкој у општини Суровичево, периферија Западна Македонија. Према попису из 2021. било је 279 становника.
Македонски историчар Тодор Симовски, 1998. године наводи да је Љубетино словенско насеље.

## Становништво
| Година       | 1951 | 1961 | 1971 | 1981 | 1991 | 2001 | 2011 |
| ------------ | ---- | ---- | ---- | ---- | ---- | ---- | ---- |
| Становништво | 264  | 338  | 354  | 462  | 554  | 426  | 387  |